# Lycaugesia microzale
Lycaugesia microzale là một loài bướm đêm trong họ Noctuidae.